# نهار مبروك (مسلسل)
نهار مبروك سلسلة كوميدية مغربية من إخراج هشام الجباري سنة 2019، وبطولة كل من محمد باسو، ساندية تاج الدين، سعاد حسن، فاروق أزنابط، ناصر المدغري، إيمان هادي، جيهان كيداري، وغيرهم.

## القصة
يستعرض المسلسل يوميات وحياة المواطن المغربي، والأزمة الإقتصادية هناك في قالب هزلي كوميدي، من خلال قصة (مبروك) الذي يعمل حارس عقار بالدار البيضاء، وتقع له العديد من المفارقات الكوميدية.

## وصلات خارجية
- صفحة المسلسل على الموقع الرسمي للقناة الأولى